# Materfer
Material Ferroviario S.A. (conocida como Materfer) es una empresa argentina constructora de material ferroviario instalada en la ciudad de Córdoba. Fue construida por la ya desaparecida Fiat Ferroviaria a finales de la década del 50, siendo una subsidiaria de la misma hasta el año 2002.
En el año 2002 el empresario argentino Sergio Taselli compró la fábrica por US$ 5 millones, comprándose la maquinaria, los planos del material rodante construido durante toda la historia de la fábrica, la marca Material Ferroviario y la sigla Materfer, el logo, la marca GMD (Grandes Motores Diésel) y la marca Agritec.

## Historia

### Primeros años
La empresa fue construida por Fiat Ferroviaria, a través de Fiat Concord, una sociedad que agrupaba a distintas subsidiarias de Fiat instaladas en Argentina.
La instalación de una planta industrial productora de material rodante en Argentina fue fundamentada en el hecho que la compañía operadora ferroviaria argentina EFEA estaba llevando a cabo la renovación de su flota de automotores y se condicionaba que parte de la producción de los mismos fuera realizada en el país.
En 1958 se comienza con la construcción de la planta industrial, y en 1962 se presenta el primer coche  motor, el Fiat Materfer 7131, fabricado en dicha planta con licencia italiana.
Entre 1956 y 1968 se conforma el "Gruppo Aziende Italo Argentine" (GAIA), un conjunto de empresas italianas y argentinas que produjeron los diversos componentes que equiparon a las locomotoras GAIA.
Entre 1961 y 1967 se produjeron las locomotoras diésel-eléctricas Transfer, llevándose un ejemplar para su exposición a Italia.
El 26 de octubre de 1971, la dictadura del general  Alejandro Agustín Lanusse, mediante la Resolución 304 del Ministerio de Trabajo, hizo ocupar la fábrica:

El personal de las plantas Concord y MaterFer de la empresa Fiat conformaron dos gremios: el SITRAC (Sindicato de Trabajadores de Concord) y el SITRAM (Sindicato de Trabajadores de Materfer). El 26 de octubre de 1971, la dictadura de Lanusse les quitó la personería gremial. Ese mismo día, el general Alcides López Aufranc ocupó las sedes de los gremios, y envió a Gendarmería a ocupar las fábricas. Así Fiat pudo despedir a los delegados y a otros 300 trabajadores.
Gabriela Esquivada, 2009

En la década de 1980, Materfer comienza a producir material rodante para el mercado de exportación. En esta misma década se ofrecían servicios de financiamiento y "llave en mano", además de los servicios de asistencia técnica y servicios de postventa.

### Últimos años
A fines de 1987 la empresa comienza a construir uno de los que serían sus últimos vehículos bajo la administración de la Fiat Ferroviaria, los coches premetro, tranvías de un solo cuerpo para el flamante premetro de la Ciudad de Buenos Aires.
En febrero de 1998 la Justicia declaró la quiebra y la empresa cerró.

### Compra de la empresa y reasunción
En marzo de 2002 la empresa fue comprada por el empresario argentino Sergio Tasselli y puesta en marcha a partir de 5 empleados, creciendo a 50 y aumentado hasta la cifra de 550 empleados.

## Planta industrial
El predio donde se encuentra establecida la fábrica posee 25 hectáreas y la superficie cubierta posee 66.800 metros cuadrados.
La fábrica posee alrededor de 200 maquinarias, principalmente equipos de electro fusión, plegadoras y cortadoras de chapa, puentes grúa para movilizar componentes a través de las instalaciones.
En los años 1980, trabajaban en Materfer aproximadamente 2500 empleados, principalmente en la fabricación de coches de pasajeros, locomotoras y coches motores, tanto para el mercado argentino como para el de exportación, produciendo alrededor de 1 coche de pasajeros por día.
Actualmente en la planta industrial trabajan 550 personas en la reconstrucción de material rodante ferroviario y en la fabricación de cosechadoras, Ómnibus y maquinaria vial.

### Pasado y presente
Las instalaciones industriales desde sus principios contaron con maquinaria especializada para el tipo de trabajo que realizado por la empresa, el mismo abarcaba la construcción de motores diésel y eléctricos, boguies, carrocerías y bastidores.
La administración del empresario Sergio Tasselli adquirió nuevas maquinarias, tales como cortadoras láser, plegadoras de chapa y robots para soldadura.
La antigua Materfer podría decirse que era más grande que la actual empresa, lo que es reflejado en la cantidad de empleados y los niveles de producción de épocas anteriores, además de la prestación de servicios financieros y "llave en mano". Lo destacable en la nueva empresa es la diversificación en la producción, produciendo más variedad de productos, concentrándose en el transporte público (Transporte ferroviario y automotor) y maquinaria agrícola y vial, mientras que la antigua administración se centraba mayormente en el transporte ferroviario, produciendo irregularmente otros productos.

## Material rodante
La fábrica construyó todo tipo de material rodante durante su historia, entre los cuales podemos encontrar locomotoras, coches de pasajeros, automotores, electrotrenes y tranvías, la mayoría fue destinado a abastecer los pedidos de la operadora ferroviaria estatal Ferrocarriles Argentinos. Aunque también recibió pedidos de otros países, tales como Cuba, Bolivia, Uruguay y Chile.

### Coche motor Fiat 7131

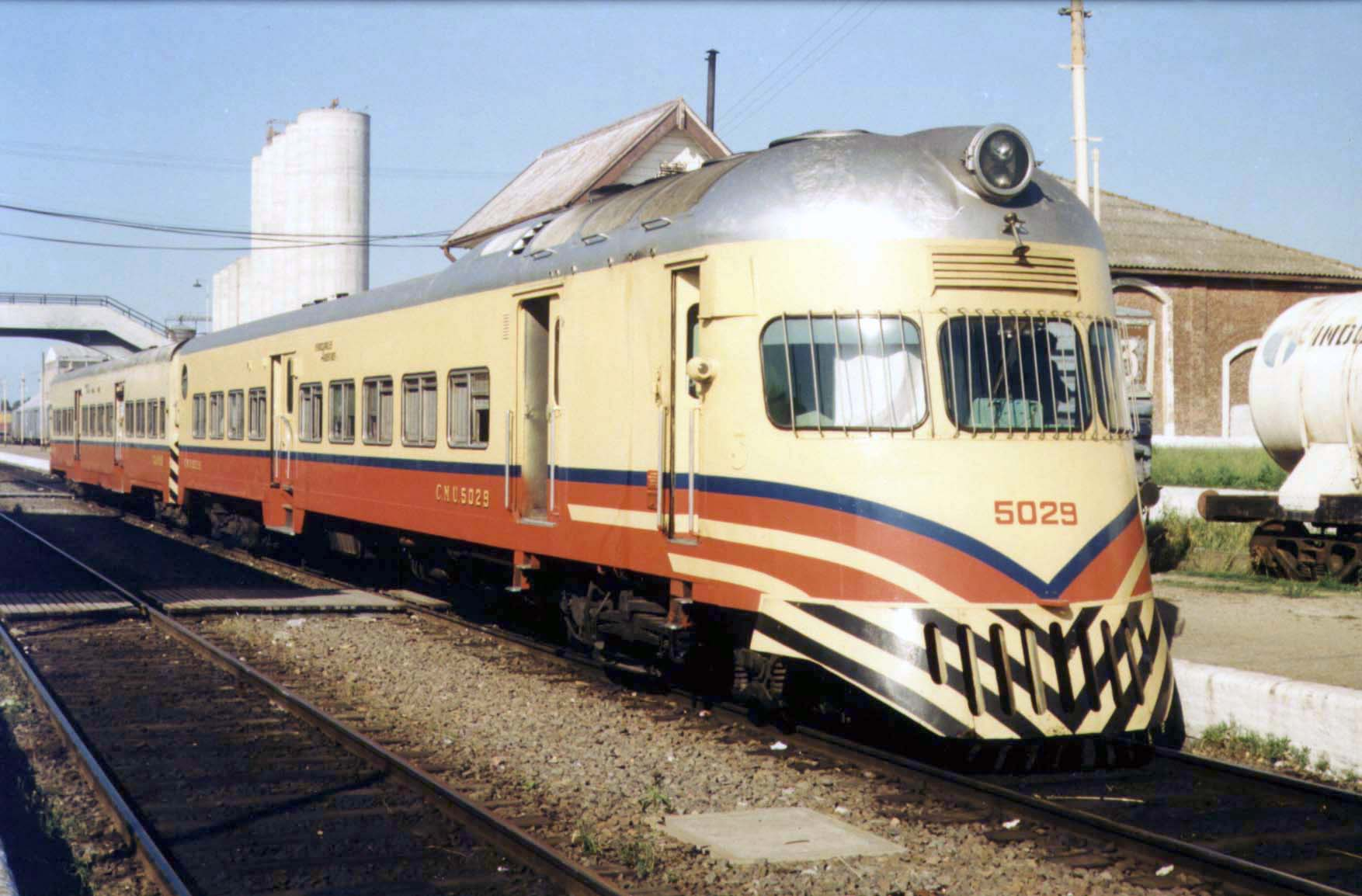
Coche motor diésel Materfer FIAT 7131.

En la década de 1950 los coches motores que circulaban por las vías ferroviarias argentinas habían cumplido su vida utíl, es así como las autoridades de transporte acuerdan en 1958 con la Fiat Ferroviaria la construcción de 210 duplas de coches ferroviarios autopropulsados.
Estos coches motores constaban de 2 cuerpos impulsados por un motor diésel FIAT de 660 HP, lo que les confería una velocidad máxima de más de 115 kilómetros por hora. Su bajo peso por eje los hacía aptos para circular en cualquier ramal ferroviario y el hecho de poseer comandos en ambos extremos redujo el tiempo de maniobra en las estaciones terminales, especialmente en los servicios locales.
Su construcción se llevó a cabo en las plantas de Fiat de Turín (Italia), Decauville (Francia) y de Córdoba (Argentina). Los primeros coches fueron construidos en Italia (45 motrices) y en la fábrica Decauville de Francia (45 acoplados), pero la gran mayoría fueron hechos en la fábrica que a tal efecto construyó FIAT en la localidad de Ferreyra, a la que llamó MATERFER (MATerial FERroviario). Su diseño parece estar inspirado en el Pioneer Zephyr que data de 1934.

### Coche motor liviano 1
El coche motor liviano 1 (CML1) de Materfer, fue un proyecto realizado en 1984 especialmente para ramales ferroviarios de baja densidad de pasajeros. El mismo poseía de un motor "FIAT 619" de 190 HP.
- Viajes de prueba del CML1:

- Ramal Retiro-Bartolóme Mitre-Delta (Ferrocarril General Mitre).
- Ramal La Plata - Las Pipinas - Magdalena - Atalaya (Ferrocarril General Roca).
- Ramal Ringuelet - Coronel Brandsen (Ferrocarril General Roca).
- Ramal Altamirano - Chas - Las Flores (Ferrocarril General Roca).
- Ramal Bahía Blanca - Neuquén - Zapala (Ferrocarril General Roca)
- Ramal Constitución - Mar del Plata - Miramar (Ferrocarril General Roca)
- Otros ferrocarriles (Ferrocarril General San Martín y Roca, etc.).

Continuando con el periodo de pruebas se decide llevar al Coche motor liviano 1 a Materfer para reemplazar los boguies de trocha ancha (1676 mm) por boguies de trocha angosta (1000 mm).
Luego se continuaría probándolo sobre el Ferrocarril General Belgrano, en la zona de Salta, Santa Fe, y Córdoba con un proyecto muy tentador para utilizarlo en un proyecto ferrourbano, que lamentablemente quedó en el olvido debido a la situación política y económica del país. Luego de haber realizado estas pruebas, Ferrocarriles Argentinos firmaba con Materfer, el primer contrato por la provisión de 8 duplas de estos coches motores livianos, los cuales serían entregados oficialmente a mediados de 1987, en acto oficial en la estación ferroviaria Once de Septiembre. El CML1, había cumplido con su cometido, pero el mismo seguía, en manos de sus fabricantes.
Llegaría sobre el fin del año 1989, el pedido expreso de una unión de la Intendencia de Rosario con Ferrocarriles Argentinos para poner en forma experimental un servicio de prueba en el ramal: Rosario Central – Villa Diego - Monumento de la Bandera. Pero a pesar de que el servicio tuvo éxito, el desínteres de ambas partes hizo que el servicio cese su corrida volviendo a Materfer.
Después de la privatización y a causa de la falta de unidades tractores y de remolques en los servicios suburbanos de pasajeros de la Línea General Belgrano Sur se decide venderlo a la Empresa Metropolitano, la empresa concesionaria de dicho servicio, la cual lo utilizaría para correr trenes rápidos.
Ya en manos de su nuevo dueño se le cambia su motor original Fiat por un motor diésel Cummins de mayor potencia, se le colocan rejas antivandálicas en sus parabrisas y se le añaden luces de mayor potencia. En 2007 queda desafectado del servicio, quedando abandonado en los talleres de Remedios de Escalada.

### Coche Motor Liviano
En 1987 Materfer produce 8 unidades dobles de coches motores livianos (Numeración CMLU 3201/08 + CALU 201/08) para Ferrocarriles Argentinos, el cual los asigna a cumplir servicios en la línea ferroviaria a Pergamino. Estas modernas unidades se caracterizan por su bajo peso y su bajo consumo de combustible. Su peso alcanzaba las 20 t, poseía una longitud de 15.834 mm y un ancho de 2.700 mm. Estas unidades eran impulsadas por un motor diésel de 250 kW y podía transportar 56 pasajeros sentados y una cantidad igual de pie. Su autonomía de marcha era de 1.200 km y su velocidad máxima de 100 km/h.
Al privatizarse los ferrocarriles, la empresa a cargo de brindar servicios en el Ferrocarril General Mitre decide trasladar 8 de estas unidades al ramal Ramal Merlo - Empalme Lobos del Ferrocarril Domingo Faustino Sarmiento y la unidad restante es puesta a brindar servicios diferenciales entre las estaciones Retiro y Victoria del Ramal Retiro - Tigre C. Todos estos coches motores recibieron nueva motorización Cummins, y la unidad que cumplía los servicios deferenciales en el Ferrocarril General Mitre, recibió equipos de aire acondicionado, nuevos tapizados de pana en sus asientos, se alfombraron sus pisos y se lo equipó con música funcional.

### Coche motor 001
El coche motor Materfer 001 (denominado CM 001) junto a su remolque (denominado CR001) son un trabajo realizado por Materfer bajo la nueva administración del empresario Sergio Taselli. Esta unidad fue equipada con un motor diésel Fiat Iveco y una caja automática Allison, puertas automáticas plegables y una cabina de conducción que se destaca por su sencillez. El frente del mismo fue copiado del frente de los coches eléctricos Toshiba del Ferrocarril General Roca.
Este coche motor fue realizado sobre la caja de coches de larga distancia pertenecientes al Ferrocarril General Belgrano que se encontraban desmantelados dentro del predio de la fábrica ferroviaria.
Actualmente está siendo reconstruido en Materfer ya que estaba fuera de servicio y desmantelado en los talleres de Paraná Entre Ríos. SEP. 2023

### Locomotoras diésel-eléctricasFiatTransfer
Las locomotoras Fiat Transfer fueron fabricadas entre 1966 y 1967, y fueron diseñadas entre Alstom y Fiat Ferroviaria. Poseen boguies de trocha angosta (1000 mm), un motor Fiat GMD A236 SSF de 6 cilindros en línea, el mismo le otorgaba 918 HP. La instalación eléctrica de estas locomotoras fue realizada por la compañía italiana Ercole Marelli. Otras series existentes poseían 1500 CV y 2000 CV.
Su bajo peso por eje las hacía ideales para circular en ramales ferroviarios con sus vías en mal estado.
Materfer exportó a Cuba algunas locomotoras de este modelo y una unidad a Bolivia.esta última conocida por la 8000 era totalmente importada en admisión teporaria y fue reexportada a Bolivia cancelando la operación aduanera.-

### Coches ferroviarios para el transporte de pasajeros
Materfer construyó variados modelos tanto para el mercado argentino como para el de exportación.
- Coches de pasajeros para Ferrocarriles Argentinos:

- 81 coches dormitorio con aire acondicionado.
- 32 coches restaurante con aire acondicionado
- 1497 coches de viaje y furgones: 304 coches de primera clase (209 para trochas ancha y media y 95 para trocha angosta), 402 de segunda o Turista (302 para trochas ancha y media y 100 para angosta), 160 furgones postales y 645 coches clase única urbanos (305 clase única y 135 furgones urbanos trocha ancha y 120 clase única y 85 furgones urbanos trocha angosta)

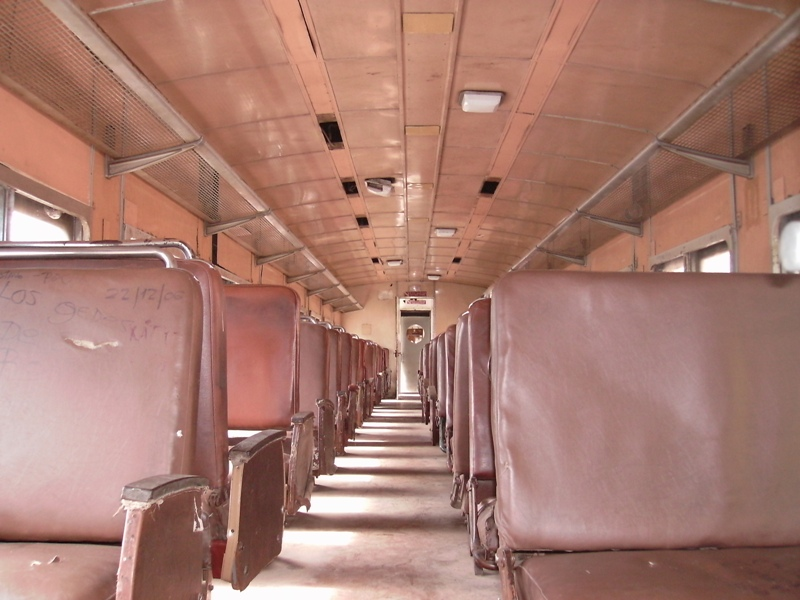
Interior de un coche clase turista fabricado por Materfer en estado original.

- Coches para el mercado de exportación:

- 12 coches de clase única para la Administración de Ferrocarriles del Estado (AFE) de la República Oriental del Uruguay.
- 209 coches de primera clase
- 22 coches de segunda clase.
- 23 coches restaurante.
- 15 furgones para encomiendas con compartimiento postal.

La mayor diferencia entre los coches urbanos fabricados por la nueva administración y la antigua son el diseño antivandálico que se les incorporó, remplazando los asientos de cuerina por asientos metálicos y los marcos de las ventanas de aluminio por marcos fabricados artesanalmete en madera. A los coches reconstruidos por Materfer para la Unión Operativa Ferroviaria de Emergencia (U.G.O.F.E.) se les incorporó asientos plásticos y nuevos marcos plásticos en las ventanas de mayor calidad, y en algunos casos (para la Línea Gral. Roca) se refaccionaron los coches originales eliminándoles los vestíbulos, escalerillas y añadiéndoles puertas automáticas para que operen en andenes elevados (como hacen actualmente los coches eléctricos).

### AES

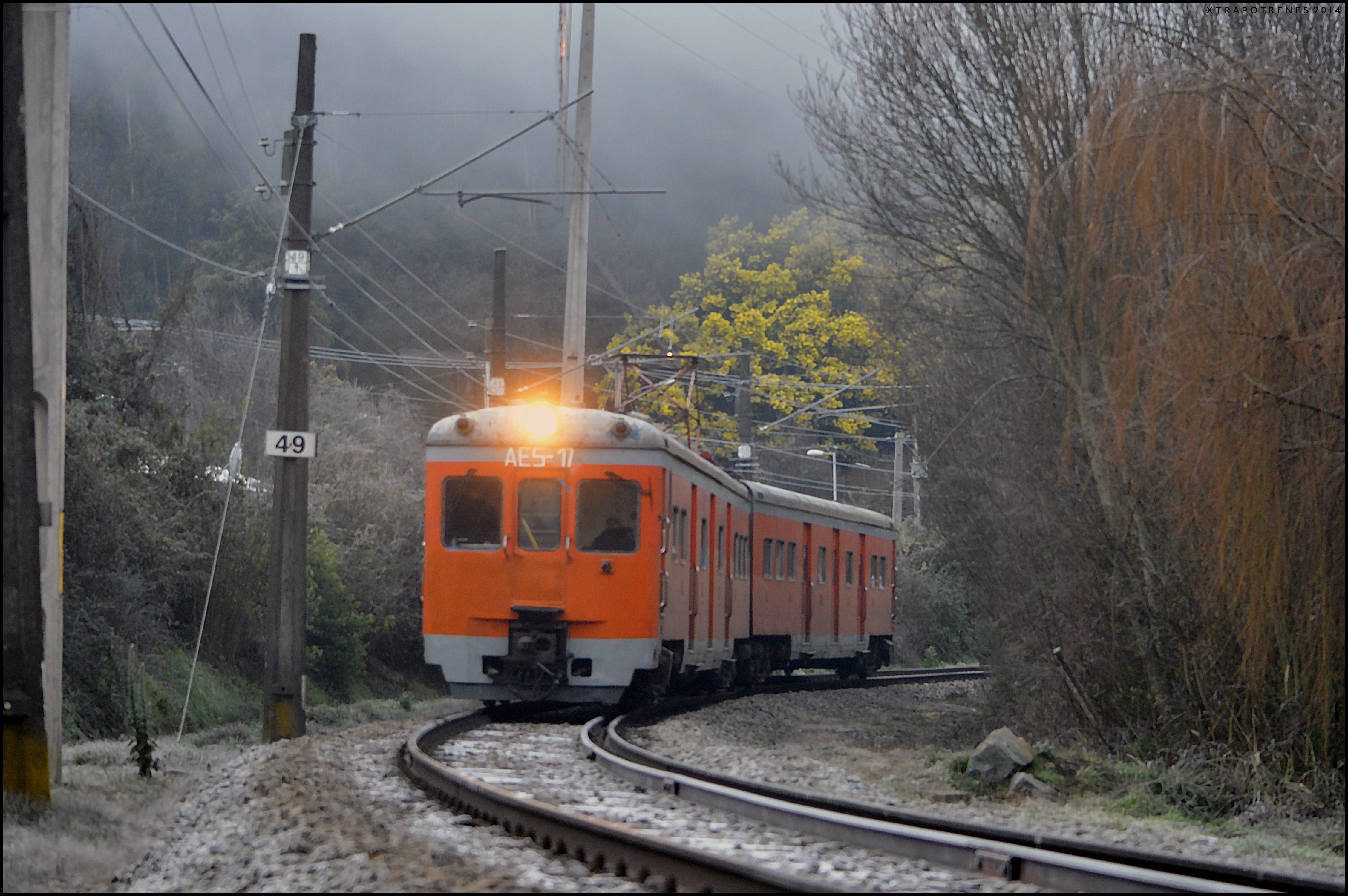
Locomotora AES-17 con destino a Concepción, 2014.

Los AES o Automotores Eléctricos Suburbanos Fiat Concord, fueron fabricados en la planta de Materfer, para la República de Chile. Estos trenes de 2 coches (MC - RC) de clase única (Económica) ambos con cabina de conducción en cada extremo, se componen de un vehículo motriz y un vehículo remolcado. Fueron construidos para circular sobre una trocha de 1,676 mm. Poseen 4 motores de tracción (cada boguie del coche motriz posee 2 motores) y una de tensión de alimentación de 3.000 Vcc. Tienen una velocidad máxima de aproximadamente 125 km/h.
Poseen alrededor de 176 asientos distribuidos en ambos coches. Cada AES pesa unas 122,46 toneladas.
Fueron destinados a prestar servicio en los tramos Valparaíso - Los Andes, y Valparaíso - Santiago. Pese a ser conocidos con el mote de "cachos" (problemáticos) por algunas fallas iniciales, así como ser criticados por lo angosto de sus asientos y su funcionamiento un poco tosco, con el paso del tiempo se transformaron en una imagen muy querida para los porteños.
Hacia 1987, surgen unidades AES con un tercer coche, hecho a partir de unidades siniestradas en accidentes y en atentados incendiarios de la época.
Veinte unidades fueron puestas en servicio en el año 1976, las que fueron reemplazadas recién a partir de 1999 por 4 automotores suburbanos UT-440R (reformados) españoles fabricados entre 1974 y 1984, y reformados entre 1990 y 1997 sacados definitivamente de circulación en el 2005 siendo despedidos con honores y reemplazados por 27 trenes X'Trapolis serie XT-100 idénticos a los que corren en Melbourne (Australia) de dos coches (RC - MC) fabricados por empresa Alstom-Francia (Levallois) y embarcados en el puerto belga de Antwerpen - Ambères para el servicio MERVAL. Finalmente, estas unidades han terminado realizando servicios en el Corto Laja y en el Biotren, pero serán reemplazadas por las UT-440R enviadas desde el Metrotren.
El futuro de 2 de las 4 unidades que aún sobreviven es realizar el servicio de Tren al Instituto Claret para asegurar la disponibilidad de los automotores TLD-593 en el servicio regional de la Araucanía, mientras que las otras 2 quedarán en el Corto Laja para prestar servicios en caso de emergencia o para ocasiones especiales.

### Otros vehículos ferroviarios
- Locomotora GAIA.
- Automotores eléctricos Toshiba.
- Coches Premetro.
- Automotores eléctricos para subterráneo Fiat-Materfer.
- Locomotora MTF-3300.
- Vagón tolva CT 72.
- Coche motor CMM 400-2:
  - Tren del Valle: 3 duplas de cochemotores diésel hidráulicas Materfer que une Neuquén, Cipolletti y Plottier. Se trata de unidades que estaban fuera de servicio, tras haber fallado el servicio diferencial Victoria - Capilla del Señor. Existen proyectos para ampliar el servicio a Senillosa (Neuquén) y Chichinales (Río Negro), conectando también las importantes ciudades de Villa Regina, General Roca, Allen y otras localidades intermedias. El Tren del Valle fue el servicio regional de Trenes Argentinos que más boletos vendió en 2017.
  - Existen otras 3 duplas diésel hidráulicas, una en reparación y otras dos en construcción, todas en la planta Industrial de Ferreyra.
- Coche motor CMM 650-DE:
  - Tren Patagónico: dupla 0km diésel eléctrica para el servicio que une Viedma con Bariloche, que ofrece paseos desde Bariloche a San Antonio Oeste.[4]
- Coche motor CM1000-D
  - Chaco: 6 duplas diésel hidráulicas
- Coche motor T1000-D
  - Chaco: 2 triplas diésel eléctricas
  - Hay una tercera tripla en construcción en la planta Industrial de Ferreyra.

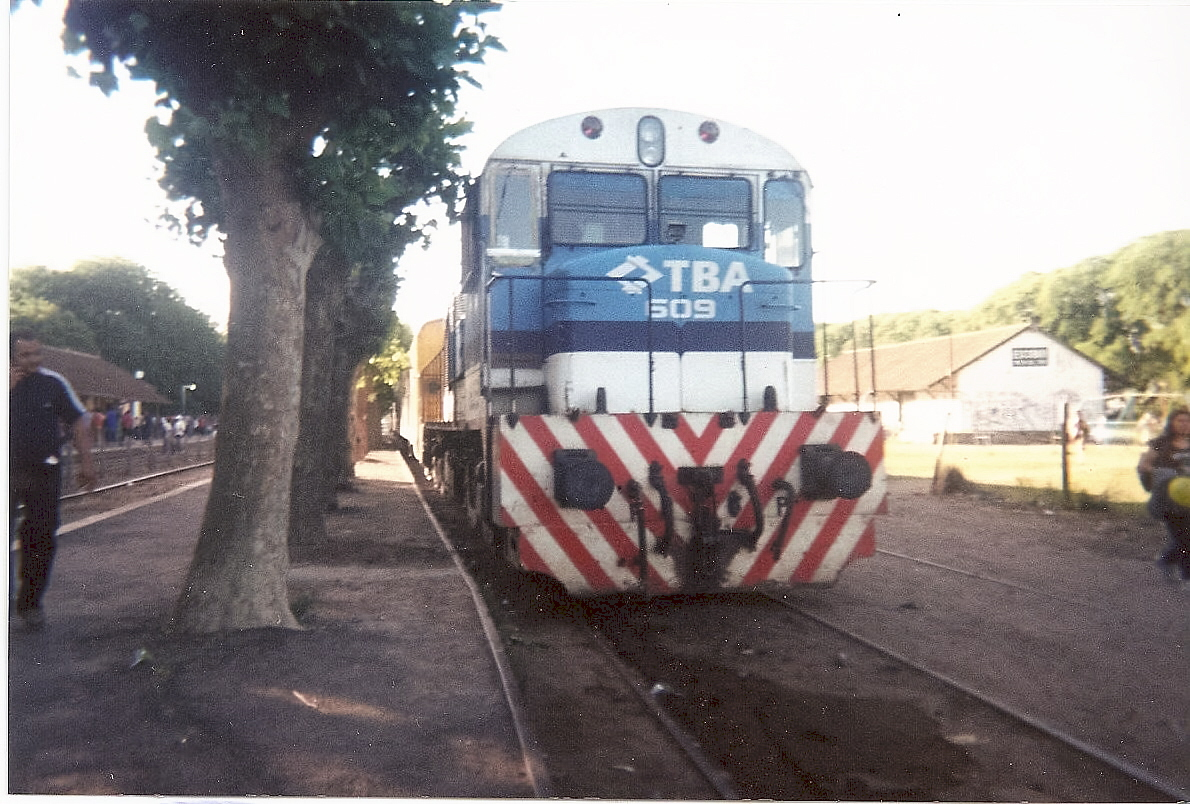
Locomotora GAIA
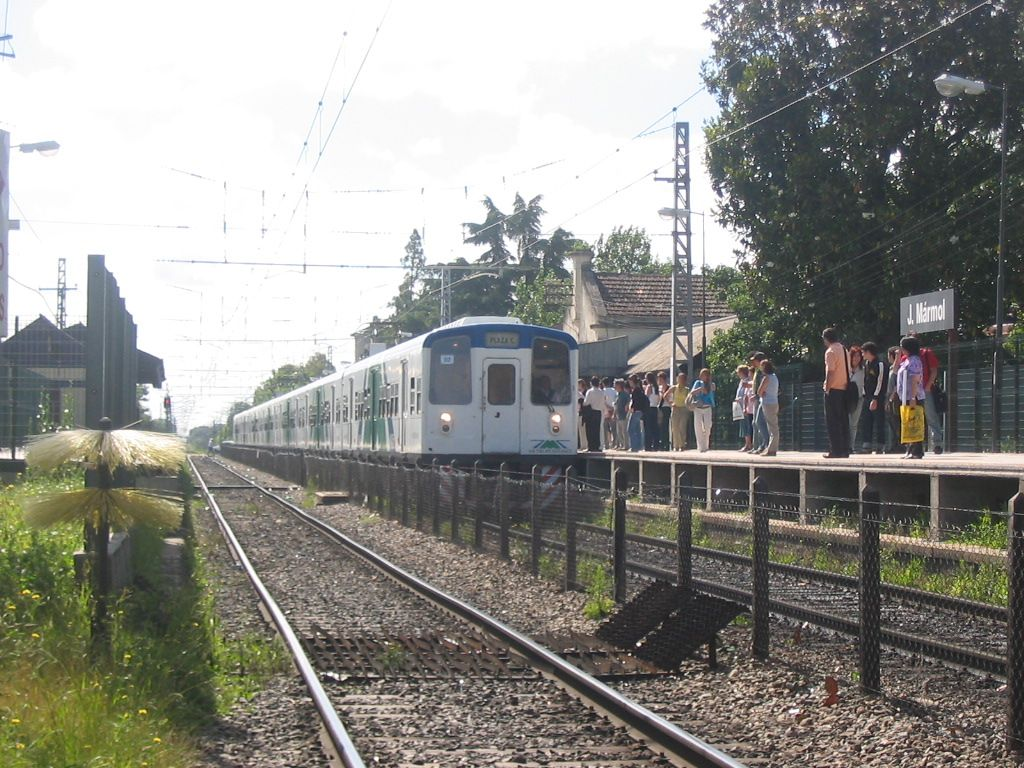
Automotores eléctricos Toshiba.
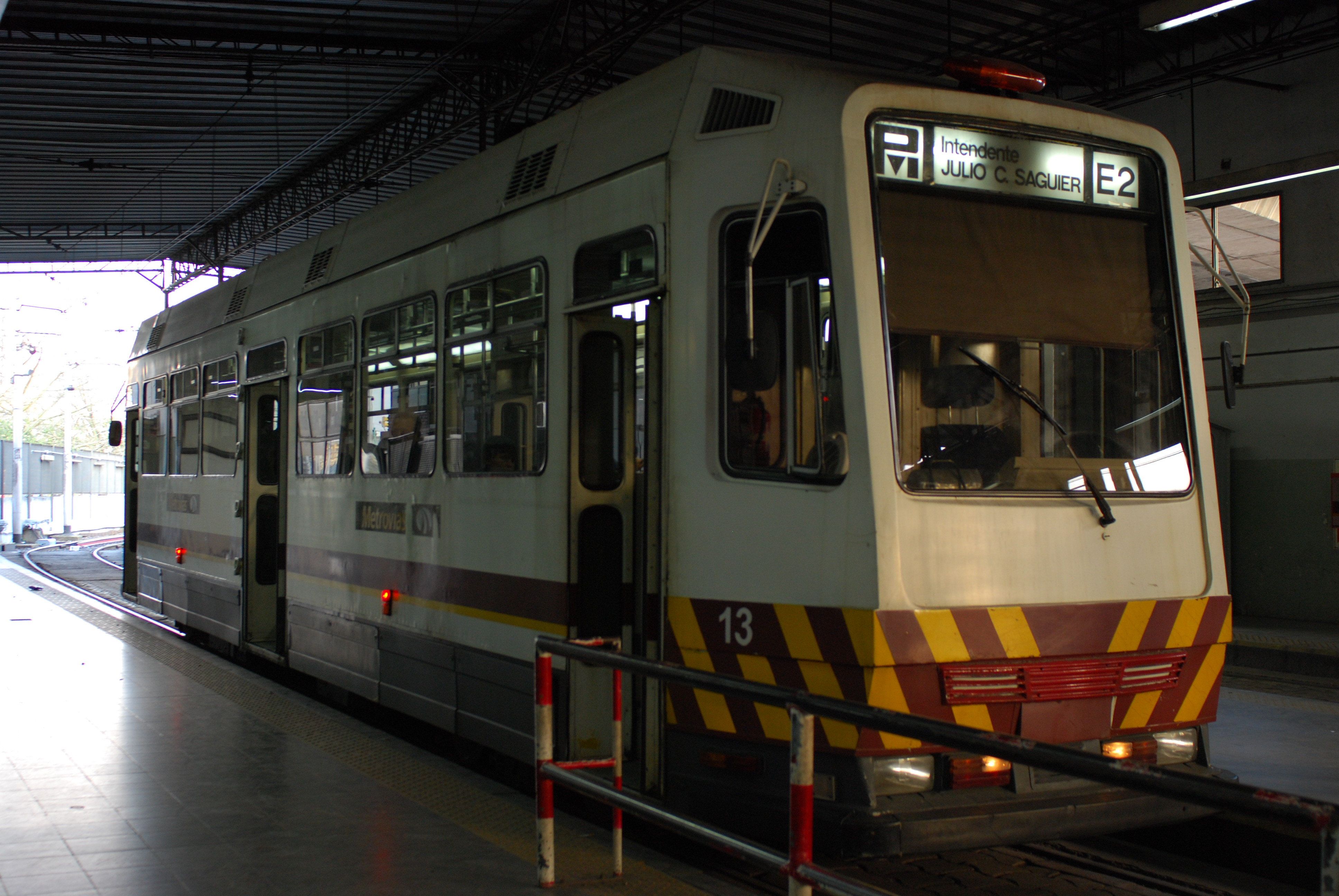
Coche premetro.
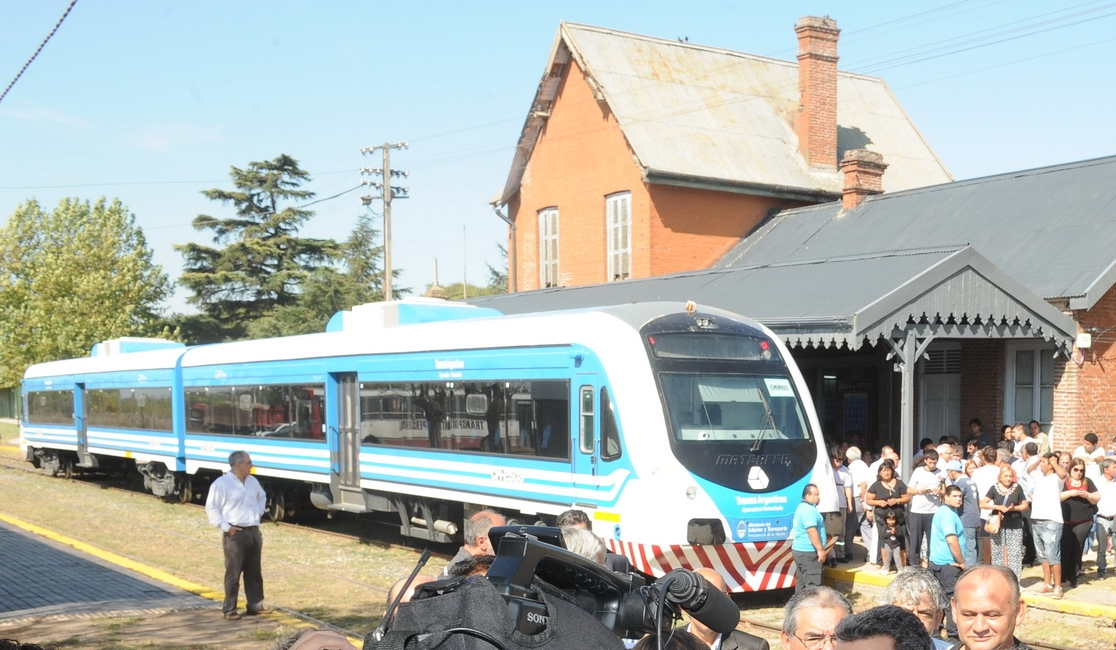
Coche motor CMM 400-2

## Otros productos

### Maquinaria agrícola
- Cosechadoras de maní "Amadas".

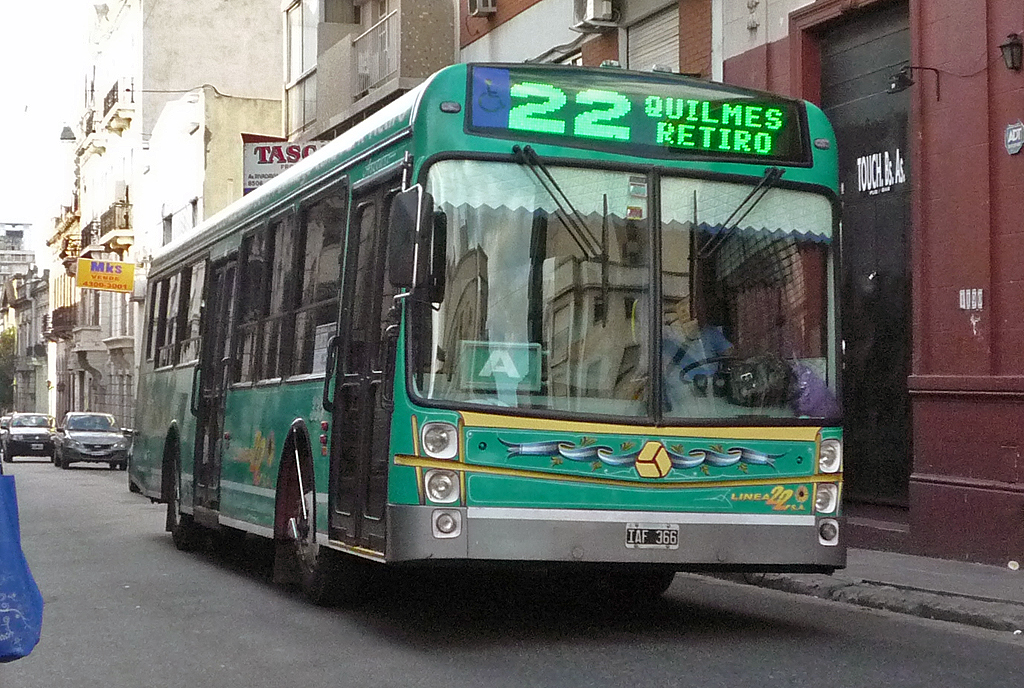
Materfer Águila

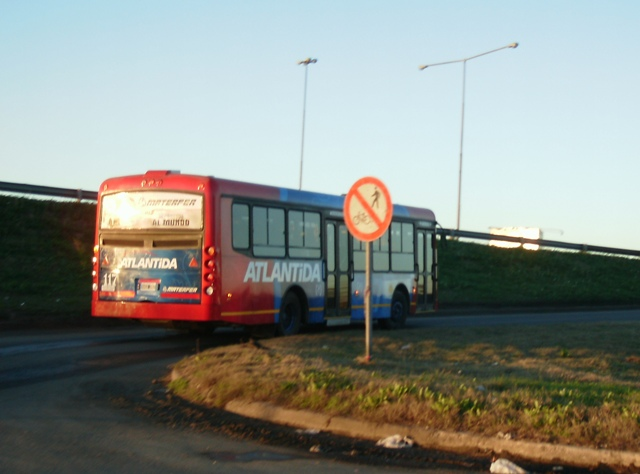
Ómnibus urbano Águila.

- Cosechadora agrícola "Materfer Axial 3000".[5]

### Maquinaria vial
- Minicargadora mecánica "Agrinar MC65".[6]

### Ómnibus
- La empresa Materfer también produce el ómnibus urbano "Águila", en su mayoría en poder de transporte automotor Atlántida, prestataria de la Línea 57 de colectivos del Área Metropolitana de Buenos Aires.,[7] y otras cuantas unidades repartidas en varias líneas de dicha región (en especial en la empresa TARSA y en la Línea 22)  y en las provincias de Santa Fe y Córdoba.

Estas unidades están montadas sobre el chasis Materfer BU1115LE (Bus Urbano de 11 metros de largo, 15 ton de carga, Low entry/Piso superbajo), equipadas con un motor Cummins ISBE185 P5-0 de 6 cilindros e Inyección Electrónica, con 31 butacas y 2 espacios para sillas de ruedas. Una unidad con motor Iveco-Fiat Power Train N60ENT-c también de 6 cilindros fue probada con éxito en la Línea 22 de colectivos de Capital federal.
Así mismo se lanzó la versión de media distancia del Águila, con la misma motorización pero montada sobre el chasis MD128 (Media distancia de 12,8 metros de largo). La empresa Atlántida cuenta con numerosas de estas unidades que cuentan con butacas reclinables, aire acondicionado y ventanillas con vidrios sellados.
En el año 2012 el Gobierno de Hugo Chávez (Venezuela) adquirió 25 Materfer Águila BU1115LE propulsados a GNC con un motor Iveco-Fiat Power Train N60ENT-C de 6 cilindros, fue probado con éxito, por ende se comercializó urgentemente al Exterior
En 2013 La empresa Provincial de Transportes de Mendoza incorporó varios colectivos Materfer Águila BU1115LE con las ventanillas del modelo MD128, y con varias mejoras en la carrocería.
También la Empresa Provincial de Transporte de Mendoza, carrozó y fabricó junto con Materfer S.Al primer Trolebús Fabricado en serie en Argentina.

### Otros
- Piezas de matricería para la industria automotriz.